# عبد الله العكايلة
عبد الله العكايلة (4 نوفمبر 1945) هو سياسي وأكاديمي أردني، شغل منصب وزير التربية والتعليم في الأردن سنة 1991 في حكومة رئيس الوزراء مضر بدران. كما كان نائباً بالبرلمان الأردني عن محافظة الطفيلة، ويحسب على التيار الإسلامي في الأردن. وكان أستاذ في الاقتصاد بالجامعة الأردنية، تسلم وزارة التربية والتعليم إبان حرب الخليج الثانية بعد أن شارك الإخوان المسلمون في الأردن في حكومة رئيس الوزراء مضر بدران، وعُين بتاريخ 25/10/2011 عضوا في مجلس الأعيان الأردني.
كان له دور محوري في التواصل مع الملك حسين خلال محاولة اغتيال خالد مشعل.